# イワイチョウ
イワイチョウ（岩銀杏、学名：Nephrophyllidium crista-galli ）はミツガシワ科の多年草。別名、ミズイチョウ（水銀杏）。本種のみでイワイチョウ属を形成する（1属1種）。
かつての属名は Fauria であったが、国際植物分類学会（IAPT）は Fauria をシノニムとし、Nephrophyllidium を正式な属名にすることを決定した。

## 特徴
花茎の高さは20cmから40cm。葉は根生し、厚い腎臓形で葉柄があり、縁は鋸歯状になる。秋になると黄葉する。花期は6月から8月で、花茎の先に5裂する白色の花を数個咲かせる。

## 分布と生育環境
南千島と日本の北海道、本州の中部以北に分布し、多雪地の亜高山から高山にかけての湿原などに自生する。群生することが多い。基準標本は八甲田山のもの。

## 学名の由来
属名の Nephrophyllidium は、ギリシア語の nephron（腎臓）と phyllon（葉）から来ており、イワイチョウの腎臓形の葉を表している。また種小名の crista-galliは、ラテン語でニワトリのとさかという意味であり、反り返る花弁の形をとさかに見立てて名づけられた。和名は、葉の形がイチョウの葉に似ていることに由来する。

## ギャラリー

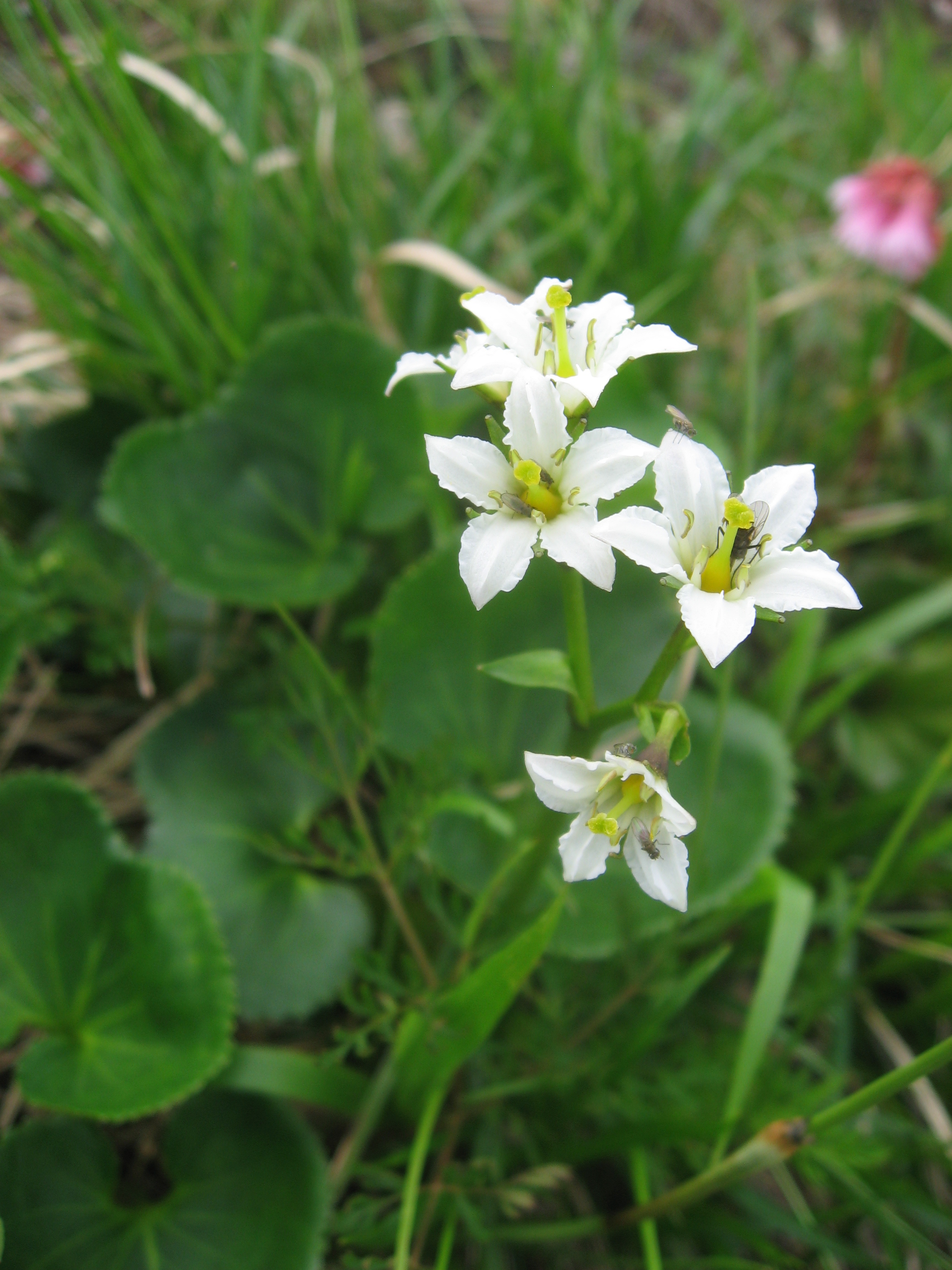
イワイチョウの花
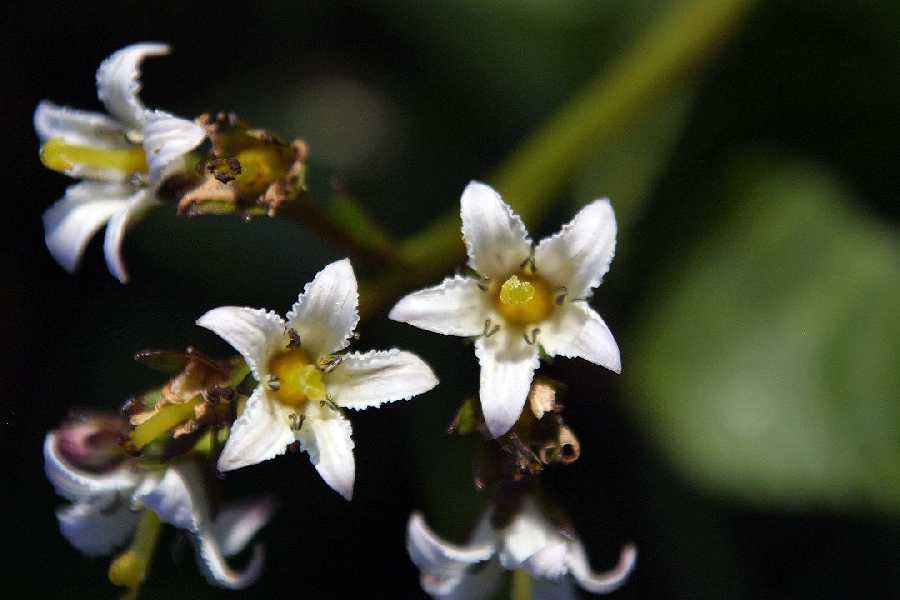
花のクローズアップ